# آموزش (بازی‌های ویدئویی)
در زمینهٔ طراحی بازی‌های ویدئویی، آموزش یا توتوریِل (انگلیسی: Tutorial) هر ابزاری است که به بازیکنان قوانین و کنترل‌های بازی را آموزش می‌دهد. در برخی موارد آموزش‌ها در بازی ادغام شده‌اند، در حالی که در موارد دیگر کاملاً مجزا و اختیاری هستند. بازی‌ها می‌توانند هر دو مورد را به‌طور همزمان داشته باشند و یک آموزش اساسی اجباری و آموزش پیشرفته اختیاری را ارائه دهند. آموزش‌ها به دلیل کاهش کتابچه راهنمای بازی‌های ویدیویی چاپی و در نتیجه کاهش هزینه و توزیع دیجیتال به‌طور فزاینده ای رایج شده‌است. آموزش می‌تواند مهم باشد زیرا آنها اولین تصور بازیکن از یک بازی هستند و یک آموزش بیش از حد خسته کننده یا یک مورد که اجازه آزادی به بازیکن را نمی‌دهد می‌تواند بر دیدگاه آنها در مورد یک بازی تأثیر منفی بگذارد. با این حال، فقدان یک آموزش نیز می‌تواند با ناامیدی بازیکن به یک بازی آسیب برساند، زیرا آنها نمی‌توانند مکانیک اساسی بازی را تشخیص دهند.

## آموزش در مقابل قابلیت کشف
برخی از منتقدان معتقدند که یک آموزش خوب باید لزوماً به بازیکن اجازه دهد تا مکانیک بازی را برای خود کشف کند، بدون اینکه به او گفته شود چگونه آنها را انجام دهد، همانطور که در مورد متروید و همچنین ماینکرفت وجود دارد.